# متلازمة رينو
َ’’’متلازمة رايوناود’’’

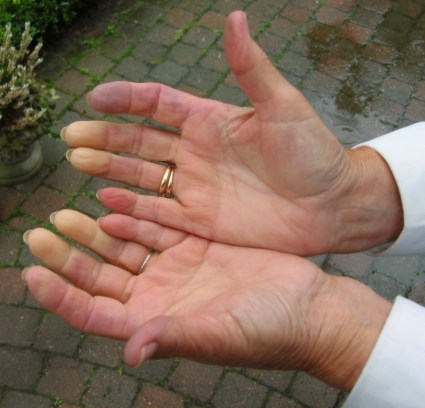
ترون اللون الفاتح لأطراف الاصابع

هي عبارة عن مرض يصيب الأوعية الدموية، وتطرأ بسببه الوان فاتحة على اطراف اليدين والأرجل، وأحياناً على الأنف والأذنين، وقد أطلق عليه متلازمة رايوناود نسبة إلى الطبيب الفرنسي الذي وصفه موريس رينو.

## اعراض المرض
يسبب هذا المرض ألم في أطراف الأصابع لليدين غالباً وأحياناً للرجلين ونادراً للأذن والأنف ويصحب الألم تغير في لون الجلد للطرف المؤلم حيث يصير لونه شاحب أو مائل إلى الزرقة وقد يحس المصاب ببرودة مفرطة في طرفه المصاب مع تنميل. لا يُشتَرَط وجود كل هذه الأعراض سويّة.

## أنواع المرض
يُقسم هذا المرض إلى نوعين: أوّلي وثانوي.
1. الأوّلي: سُمّي بالأولي لانه لم يجدون له مسبب. يُعتَقَد بأن أسبابه وراثيّة. يبدأ عادة في سن المراهقة وخصوصاً لدى الإناث. التدخين واستهلاك مادة ال كافيين (الكافايين موجود في القهوة والشاي وبعض المشروبات الغازية) يسبب تفاقم الحالة.
2. الثانوي: سُمّي بالثانوي لأنه يأتي بسبب مرض يسبقه وقائمة الأمراض التي من الممكن أن تسبقه طويلة نذكر منها على سبيل المثال: داء الذئب الإحمراري، روماتيزم المفاصل، واستخدام بعض العقاقير.

## روابط
- المعهد العالمي للصحة
- المعهد الطبي وسكنسون